# 具體名詞
具體名詞（德文：das Konkretum（複數：die Konkreta）或das Gegenstandswort（複數：die Gegenstandswörter））是一個相對於抽象名詞（德文：das Abstraktum（複數：die Abstrakta）或das Begriffswort（複數：die Begriffswörter））的概念，指用來表示具體的、可感知的對象的名詞，例如：「桌子」、「燈」、「迷你豬」、「木本植物」、「陳水扁」、「機車」、「台北車站」、「工程師」、「駕照」等。